# Post Apocalyptic Human Annihilation
Post Apocalyptic Human Annihilation är det första studioalbumet av det norsk–tjeckiska brutal death metal-bandet Diphenylchloroarsine. Albumet utgavs 2017 av det brittiska skivbolaget Rotten Music.

## Låtförteckning
1. "Scavenging the Putrid Remains" – 5:52
2. "Asphyxiating on Hazardous Pollution" – 5:28
3. "Survival of the Coldest" – 5:00
4. "Festering Fungus Infestation" – 5:24
5. "Post Apocalyptic Human Annihilation" – 4:58
6. "Exasperations of Monstrous Miscreations" – 5:04
7. "Ravenous Hunger" – 4:38
8. "Eradication of Human Pestilence" – 6:24
9. "Desolated Toxic Wasteland" – 5:50
10. "Bloodthirsty Feral Predators" – 6:00

## Medverkande
Musiker (Diphenylchloroarsine-medlemmar)
- Mats Funderud – gitarr, trumprogrammering
- Paul – sång
- Benjamin Wingmark – basgitarr, sång, trumprogrammering

Bidragande musiker
- Alexander Kubiashvili – sång (spår 5)
- Haruka Kamiyama – sång (spår 7)

Produktion
- Diphenylchloroarsine – producent, ljudtekniker
- Mottla Art – omslagskonst
- Christian Wulf Designs – logo